# Talisia bullata
Talisia bullata Radlk., 1900 è una pianta della famiglia Sapindaceae, diffusa in Colombia, Ecuador e Perù.

## Conservazione
La Lista rossa IUCN classifica Talisia bullata come specie in pericolo critico di estinzione (Critically Endangered).